# Hucho perryi
Hucho perryi és una espècie de peix de la família dels salmònids i de l'ordre dels salmoniformes.

## Morfologia
- Els mascles poden assolir 200 cm de longitud total[3] i 24 kg de pes.[4][5]

## Reproducció
Fresa a la primavera i la femella pon 2.000-10.000 ous sobre fons de sorra o grava.

## Alimentació
Els individus menors de 30 cm mengen principalment insectes, mentre que aquells més grossos són completament piscívors.

## Hàbitat
Viu en zones d'aigües dolces, salobres i marines temperades (50°N-42°N) fins a una fondària de 100 m.

## Distribució geogràfica
Es troba al Mar del Japó des del sud de les Illes Kurils fins a Hokkaido.

## Longevitat
Pot arribar a viure 16 anys.